# Nexø
Nexø este un oraș în Danemarca.